# Boing-Ball

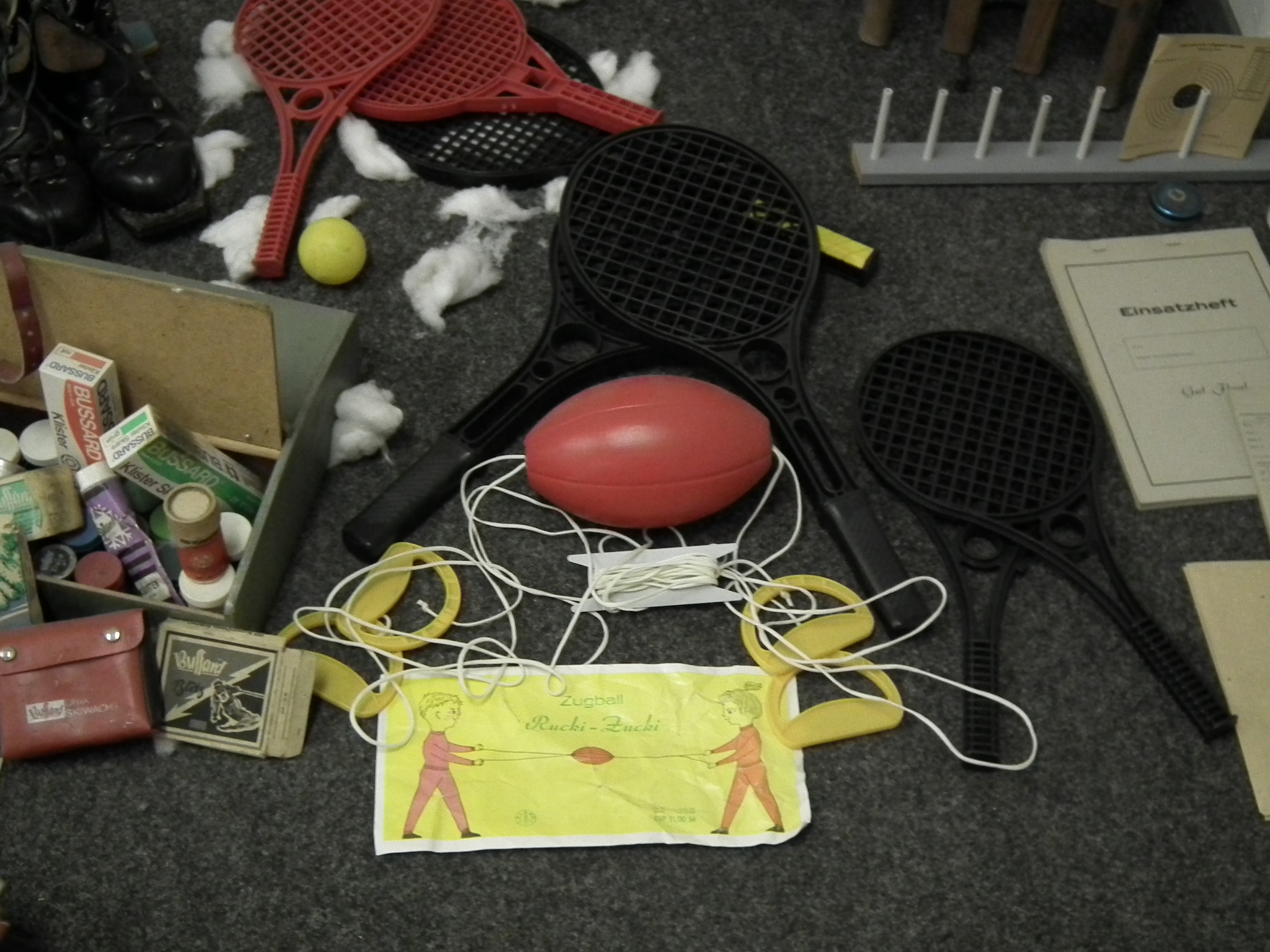
Rucki-Zucki

Der Boing-Ball, in der DDR als Rucki-Zucki bezeichnet, ist ein Spielzeug, mit dem zwei Personen gleichzeitig spielen.
Der Ball ähnelt einem Football, ist aber aus Plastik und mit einem Längsloch versehen, durch das zwei Schnüre mit Griffen an den Enden gezogen sind. Jeder Spieler erhält zwei Griffe. Indem ein Spieler die Arme weit öffnet, wird der Boing-Ball durch das Spreizen der Schnüre beschleunigt und bewegt sich auf den anderen Spieler zu, der seine Arme geschlossen hat und die Griffe zusammenhält. Wenn der Ball auf die Griffe auftrifft, ertönt eine Art Boing-Geräusch, von dem sich der Name des Spiels ableitet.
Dieses Spiel wird hauptsächlich im Freien gespielt, da Armfreiheit und genügend Abstand zwischen den Spielern benötigt wird. Interessanter wird das Spiel, wenn mehrere Paare gegeneinander antreten. Dabei wird eine bestimmte Zeit festgelegt und gezählt, wie viele Boings die jeweiligen Paare erzielt haben.